# Mestre (Itália)

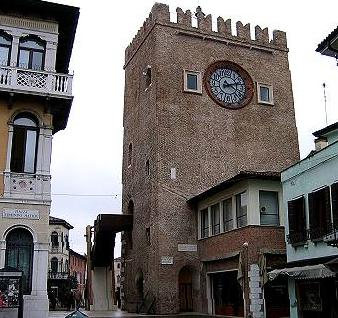
Torre do relógio em Mestre

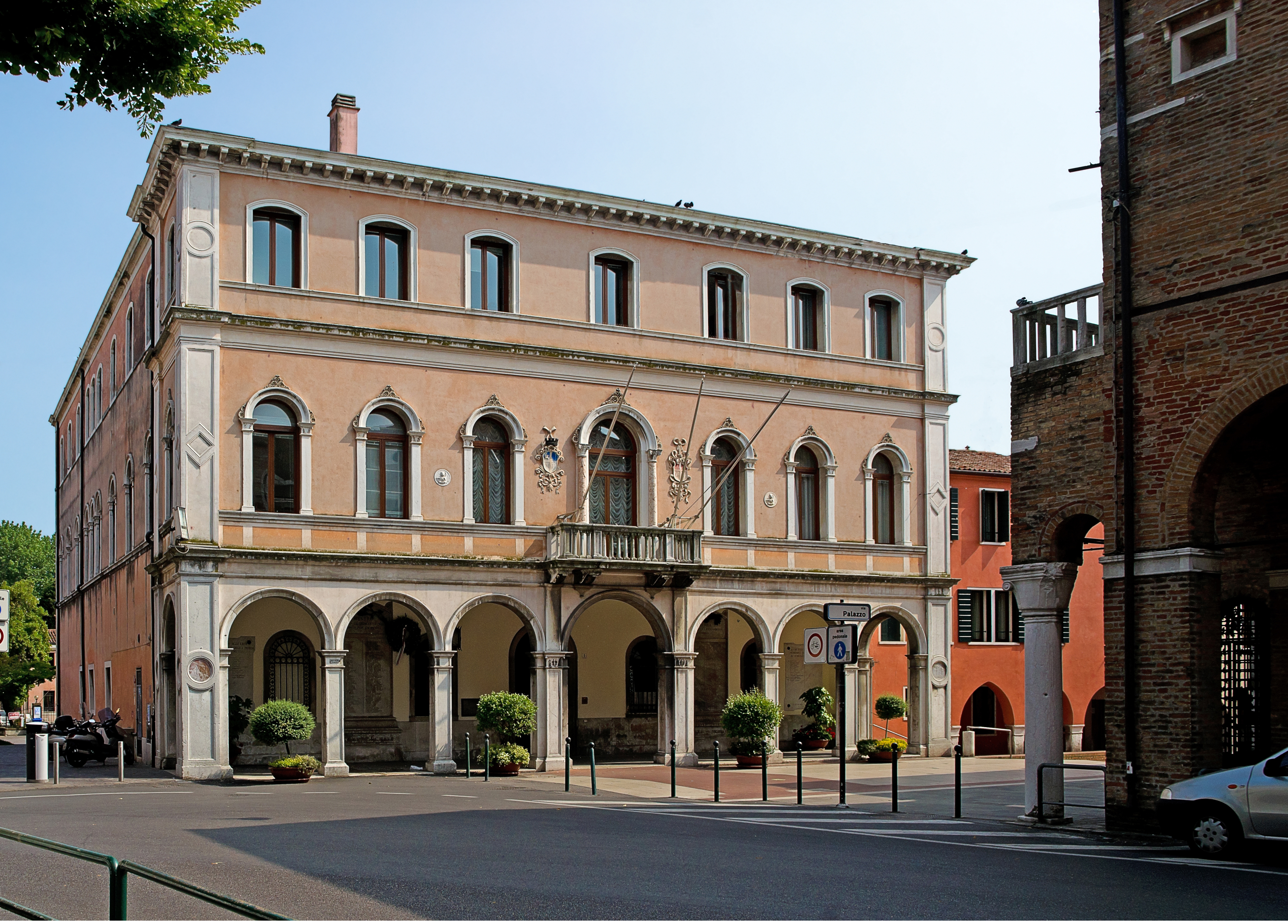
Il Palazzo Podestarile. Câmara Municipal em Mestre

Mestre é uma localidade pertencente ao município de Veneza, Itália. Está situada em terra firme, frente às ilhas de Veneza.
A população residente no núcleo da lagoa de Veneza é de 70 000 habitantes, enquanto que o conjunto dos outros dois núcleos de Mestre e Marghera ultrapassa os 200 000.
O centro histórico da Veneza insular vive principalmente do turismo, presente todo o ano, enquanto que Mestre cresceu graças ao polo industrial de Marghera.
Há um projeto para separar Mestre de Veneza, criando dois municípios (comunas) distintos, mas nos quatro referendos populares celebrados em 1979, 1989, 1994 e 2003, os cidadãos expressaram-se contra a separação.

## Personalidades
- Bruno Prosdocimi (pintor, cartunista e quadrinista)
- Tathiana Garbin (tenista)